# Abu Yahia
Abu Yahia, est un sultan zianide dissident qui règne à Oran à partir de 1437. Également fils de Abou Hammou II déclare la guerre à son frère Abou l'Abbas Ahmed. Le domaine zianide est alors partagé entre Tlemcen aux mains de Abou l'Abbas Ahmed, lui-même à Oran et Abou Zayan Mohamed qui se proclame sultan à Alger la même année. Il est un des fils réfugié de Abou Hammou Moussa II et prend le pouvoir à la suite d'une expédition et d'une brève occupation hafside de la ville de Tlemcen, sur fond de querelle de succession.
Le règne de Abu Yahia prendra fin à la suite de sa défaite face à El Mouttawakil, fils de Abou Zayan Mohamed, sultan d'Alger qui réussit à réunifier le domaine zianide en 1461.